# Pselaphodes monoceros
Pselaphodes monoceros – rodzaj chrząszczy z rodziny kusakowatych i podrodziny marników. Występuje endemicznie w Chinach.
Gatunek ten opisali po raz pierwszy w 2013 roku Yin Ziwei i Peter Hlaváč na łamach ZooKeys. Jako miejsce typowe wskazano Lexiang w Tybecie. Holotyp zdeponowano w Zbiorze Owadów Shanghai Shifan Daxue.
Chrząszcz ten osiąga od 2,91 do 3,03 mm długości i od 1,16 do 1,19 mm szerokości ciała. Ubarwienie ma rudobrązowe. Głowa jest dłuższa niż szeroka, o wydłużonych i bocznie zaokrąglonych zapoliczkach. Oczy złożone buduje u samca około 40, a u samicy około 20 omatidiów. Nadustek samca jest na przedzie wydłużony w rogokształtny wyrostek. Czułki buduje jedenaście członów, z których trzy ostatnie są powiększone. Głaszczki szczękowe mają trzeci człon tylko lekko wydłużony bocznie, a pozostałe człony zupełnie niezmodyfikowane. Przedplecze jest nieco dłuższe niż szerokie, o okrągławo rozszerzonych krawędziach przednio-bocznych. Pokrywy są szersze niż dłuższe. Zapiersie u samców (metawentryt) ma silnie wydłużone, u wierzchołka zwężone wyrostki. Odnóża przedniej pary mają uzbrojone kolcami brzuszne brzegi krętarzy i ud oraz małą ostrogę na szczycie goleni. Odnóża środkowej pary mają kolce na spodach krętarzy, niezmodyfikowane uda, a golenie z pojedynczymi kolcami na szczycie. Biodra, krętarze i uda tylnej pary odnóży również pozbawione są modyfikacji. Odwłok jest szeroki na przedzie i zwęża się ku tyłowi. Genitalia samca mają środkowy płat edeagusa symetryczny.
Owad ten jest endemitem południowo-zachodniej części Chin, znanym tylko z lokalizacji typowej w Tybecie. Spotykany był na rzędnych 2500 m n.p.m. Zasiedla ściółkę w lasach mieszanych.